# تیئنوپرامین
تیئنوپرامین(به انگلیسی: Tienopramine) یک داروی ضدافسردگی سه‌حلقه‌ای (TCA) است که هرگز به بازار عرضه نشد. این ماده یک آنالوگ از ایمی‌پرامین است که در آن یکی از حلقه‌های بنزن با یک حلقه تیوفن جایگزین شده‌است.

## همچنین ببینید
- ضدافسردگی‌های سه‌حلقه‌ای